# Nhọc lá hẹp
Nhọc lá hẹp (danh pháp khoa học: Polyalthia angustissima) là một loài thực vật thuộc họ Annonaceae. Loài này có ở Malaysia, Singapore, và có thể cả Việt Nam.